# Каинды (озеро)
Каинды (каз. Қайыңды) — завальное озеро в Алматинской области Казахстана, популярное туристическое место в одном из ущелий Кунгей Алатау. Главная достопримечательность озера — ели, поднимающиеся прямо из воды.

## Название
Название дано по реке, которая была известна ещё до образования озера, и в переводе с казахского языка означает «изобилующее берёзами» или «берёзовая», так как в её долине росли берёзы.

## История
Озеро образовалось в результате Кеминского землетрясения в январе 1911 года. В конце 1980-х годов площадь озера уменьшилась после прохождения селевого паводка. В феврале 2007 был принят указ о создании национального парка, к территории которого относится и озеро Каинды.

## Описание
Озеро длиной около 400 м находится среди хвойного леса на высоте 1667 метров над уровнем моря в одном из ущелий Кунгей Алатау.
Окружено осыпными каменистыми склонами и крутыми скалами. Выше озера — скальный тупик.
Озеро интересно тем, что после затопления долины лес, росший в ней, не был уничтожен, а образовал уникальный пейзаж.
Летом средняя температура воздуха доходит до +23 °C, а воды до +6 °C. Несмотря на низкую температуру воды, Каинды пользуется успехом у любителей дайвинга.

## Охрана
Объект входит в список особо охраняемых природных территорий со статусом природоохранного и научного учреждения, а также в ГНПП «Кольсай — колдери».

## Туризм
Вода в горном водоёме довольно чистая и прозрачная, в нём сохранились подводные лесные массивы, что создает уникальные по своей красоте водные пейзажи. Поэтому многие туристы приезжают к Каинды для дайвинга.
Озеро находится в 280 километрах от Алматы, дорога занимает около 5 часов. Лучшее время для туризма — в июле и августе. В 8 километрах от Каинды, близ озера Колсай, можно остановиться на ночлег в гостевых домиках.

### Комментарии
1. ↑  Озеро было образовано в 1911 году, а реку посещал Семёнов-Тян-Шанский 19 (31) июля 1857 года.